# Vendetta (videojuego de navegador)
Vendetta fue un videojuego de simulación y estrategia (MMORTS) en el que miles de jugadores participan a la vez. Fue diseñado por la empresa alemana Gameforge. Lo único que se necesita para jugar es un navegador común (no hace falta descargarse ningún programa) y es totalmente gratis (a excepción del modo padrino que otorga ciertas ventajas como poner una cola de edificios, pero este modo es de pago) . Después de que el juego desapareciera ha sido rehecho dos veces por fanes del juego, primero como vendetta-plus y actualmente conocido como stiddari.
En Vendetta uno es un capo o líder del crimen organizado. Se comienza en un edificio donde se producen recursos y unidades para luchar contra otros jugadores y para ocupar otros edificios. También podemos realizar entrenamientos específicos para hacer más poderoso a nuestro ejército.
Se puede interactuar con el resto de jugadores del servidor en el que nos registremos comerciando con ellos, extorsionándoles, atacándoles para conseguir sus recursos o destruir sus ejércitos o aliándonos con ellos fundando o uniéndose a familias para hacer frente a otras familias en las guerras.
Existen 12 servidores en español, en los que juegan tanto jugadores de España como de América. Ello es parte de su encanto, pues debido a la diferencia horaria un español madrugador puede atacar a un americano mientras duerme o un americano que se acuesta tarde puede devolverle la "visita".

## Modo de juego
Reglas de juego y puntuación
Las reglas del juego son extremadamente genéricas, pudiéndose dar el caso de ser expulsado del juego, por considerar la dirección que se infringió el "espíritu del juego" y siendo que este no consta en lugar alguno de las reglas, posible bot using, posible pushing, posible bashing, será el que determine el GO de turno. Siempre se puede recurrir al SGO, que en algunos casos es la misma persona que tomo la primera decisión, y es poco probable que el GA (última instancia a la que se puede recurrir) revoque la decisión anterior. Está dividida por entrenos (que fortalecen el poder de tus tropas), edificios (el nivel de las habitaciones), tropas (puntos por cantidad de tropas que poseen). El nivel máximo alcanzable en edificios y entrenamientos es de 255.
Existe el modo "Sicila" en el cual se para inmediatamente la producción de recursos y tropas, y se pausa el crecimiento de habitaciones y entrenamiento, y el usuario no podrá realizar ninguna acción. La ventaja es que durante el tiempo que dura el modo Sicilia (mínimo de 2 días) el usuario no podrá recibir ataques. Es el equivalente al modo vacaciones en otros juegos de este tipo.

### Mapa
En cada servidor hay 50 ciudades, cada una de ellas con 50 barrios. En cada barrio hay espacio para construir 255 edificios, con la restricción de que no se puede construir un edificio en la casilla contigua a un edificio de otro jugador. Así podemos ver en el mapa líneas amarillas que representan la frontera de un jugador, dentro de la cual otro no puede ocupar ningún edificio.
Dando a la opción del menú "Mapa" podemos irnos moviendo por cada una de las diferentes ciudades y barrios. Al principio veremos una "niebla": el mapa estará de color negro por no haber sido explorado. Pero, a medida que vayamos enviando nuestras tropas en misión a ciertas coordenadas, ello nos desvelará parte del mapa, haciéndolo visible. Cada unidad tiene un determinado radio de acción, pero la mejor en esta característica es el espía, por lo que es la más adecuada para explorar. Es aconsejable ir explorando todo el mapa para localizar fácilmente "granjas" (edificios de jugadores que han abandonado el juego que pueden ser fácilmente saqueados) y para ver con nuestros propios ojos donde están situados otros edificios.
Cada jugador puede elegir entre varias coordenadas para situar su edificio inicial cuando se registra en el juego. Desde ese edificio puede mandar tropas de ocupación para apropiarse de otros edificios y quedárselos. No hay un límite en el número de edificios, pero no es aconsejable tener más de unos treinta debido a que el poder de ataque de nuestras tropas disminuye cuantos más edificios tengamos al ir perdiendo el control. Esta pérdida de poder de ataque se puede remediar en parte investigando la cara tecnología "Honor".

### Recursos
Los recursos sirven para construir habitaciones en nuestros edificios, para realizar entrenamientos que nos permitan reclutar tropas más poderosas o mejorar sus aptitudes y para reclutar hombres para nuestro ejército. Los dólares sirven además para pagar el salario de nuestros hombres cuando les enviamos a diversas misiones. Los cuatro tipos de recursos son:
- Armas: Se manufacturan en las armerías o se roban al enemigo. Son el recurso básico para construir edificios, reclutar tropas o entrenar tecnologías. Se guardan en el almacén de armas.
- Munición: Se fabrica en el almacén de munición. Se suelen gastar rápidamente, ya que la inmensa mayoría de las tropas, entrenamientos y edificios que cuestan armas y munición requieren muchas más municiones que armas. Se almacenan en el depósito de munición.
- Alcohol: es el recurso menos valioso, cuya principal y casi única utilidad es servir para conseguir dólares. Para obtener alcohol podemos producirlo en las cervecerías de nuestros edificios o robarlo de edificios ajenos. El alcohol que produce o tiene almacenado un edificio se vende automáticamente en sus tabernas y con su contrabando. Está permitido mandar nuestros excedentes de alcohol a edificios de otros jugadores que solemos saquear y no disponen de él para que sus tabernas y contrabando produzcan dólares que posteriormente robaremos. Se guarda en el almacén de alcohol.
- Dólares: son el recurso más escaso. Se pueden obtener vendiendo alcohol en nuestros edificios o robándolo de edificios ajenos. Las mejores tecnologías y tropas cuestan, entre otras cosas, muchos dólares. Los dólares se guardan en la caja fuerte.

### Comercio
Uno de los medios para alcanzar los objetivos que nos fijemos en el juego, e incluso lo más divertido para algunos jugadores, es el comercio. Se puede comerciar con otros jugadores mandándoles con nuestros porteadores o transportistas recursos de un tipo para recibir a cambio recursos de otro tipo que nos son más necesarios.
Pero ¡cuidado! Este es un juego de mafiosos, por lo que se puede ser víctima de un timo mandando recursos a otro jugador y no recibiendo nada a cambio, aunque normalmente se puede uno fiar de sus compañeros de familia.
Los precios de los recursos dependen de la oferta, la demanda y de la urgencia por tenerlos o desprenderse de ellos, pero una tasa de cambio estándar es: 3 de Armas = 5 Munición = 1 Dólar. Esto significa por ejemplo que 60.000 armas valen 20.000 dólares o que a cambio de 100.000 de munición nos darán 20.000 dólares en condiciones normales. Dependiendo de las circunstancias se comerciar siguiendo otros ratios. No se puede comerciar con alcohol debido a que es un recurso de gran abundancia para todos los jugadores.

### Reclutamiento
Por medio del reclutamiento podemos poner a hombres nuestro servicio y así tenerlos disponibles para que, previo pago del salario correspondiente, lleven a cabo misiones (atacar, estacionar, transportar recursos u ocupar edificio) o se queden defendiendo el edificio donde están si no.
A mayor nivel de la habitación "Campo de entrenamiento" las unidades reclutadas en ese edificio tardarán un menor tiempo en estar disponibles. En el menú "Reclutamiento" podemos escoger por orden el número y tipo de unidades que queremos contratar. Hay una cola de tareas que nos dice la prioridad con la que serán reclutadas nuestras unidades. Si tenemos los recursos necesarios comenzará el reclutamiento de inmediato del número de hombres que hayamos dicho del tipo escogido, a no ser de que haya una tarea encargada previamente. Las tareas en curso no se pueden cancelar, pues ya se han gastado los recursos correspondientes y hay que esperar a que se terminen para que empiece la siguiente. En caso de ataque enemigo, si no hay tareas en la cola de producción, se pueden calcular los recursos que no caben en nuestros almacenes ni podemos sacar con nuestras unidades de transporte para gastarlos en reclutar tropas de un tipo determinado y así no dejar nada que nos puedan robar.
- Matón: a tus órdenes por solo 200 armas y 1.000 municiones.

- Portero: se pondrá a tu servicio a cambio de 500 armas y 800 municiones.

- Acuchillador: se pondrá a tu servicio a cambio de 1.000 armas y 200 municiones.

- Pistolero: reclutarle te costará 2.000 armas y 3.000 municiones.

- Tropas de ocupación: por 20.000 armas, 10.000 municiones y 20.000 dólares las tendrás a tu servicio. Son las únicas unidades capaces de ocupar nuevos edificios.

- Espía: se pondrá a tu servicio a cambio de 500 armas y 200 municiones.

- Porteador: es un civil que se engarga de llevar recursos de un edificio a otro o de traerlos de los edificios enemigos después de las batallas. Reclutarle cuesta 300 armas, 100 municiones y 1.000 dólares.

- Agente de la CIA: contratarle cuesta 7.000 armas, 10.000 municiones y 2.500 dólares.

- Agente del FBI: por 4.000 armas, 6.000 municiones y 1.000 dólares le tendrás a tu servicio.

- Transportista: otro civil al que puedes encargar llevar recursos de un edificio a otro o llevarle con tu ejército a luchar y que te traiga los recursos del enemigo. Reclutarle te cuesta 1.000 armas, 2.000 municiones y 5.000 dólares.

- Experto táctico: por 5.000 armas, 10.000 municiones y 4.000 dólares le tendrás a tu servicio.

- Francotirador: por 4.000 armas, 500 municiones y 2.000 dólares contarás con este profesional.

- Asesino: reclutarle cuesta 10.000 armas, 15.000 municiones, 10.000 dólares.

- Ninja: por 2.000 armas, 1.000 municiones y 30.000 dólares tendrás a todo un maestro de la katana.

- Experto en demoliciones: por 40.000 armas, 6.000 municiones y 20.000 dólares tendrás a uno de estos luchadores que pueden hacer maravillas con un buen entrenamiento.

- Mercenario: por 80.000 armas, 120.000 municiones y 50.000 dólares tendrás a la tropa más poderosa de todo el juego.

### Seguridad
Contratando Seguridad se alistan en nuestras filas hombres capaces de defender nuestros edificios. A diferencia de las tropas que pasan a engrosar nuestro ejército por medio del Reclutamiento, los hombres de Seguridad no pueden desempeñar misiones fuera de su edificio. Únicamente se quedan en los edificios donde se han enrolado, protegiéndolos a modo de "guardas". No se pueden mover.
Dependiendo del nivel al que esté la habitación "Seguridad" de un edificio se tardará más o menos en contratar hombres para esta labor. Si mandamos contratar seguridad nos aparecerá una cola de tareas en el menú "Seguridad". La primera tarea en la cola, la que primero fue ordenada, será la que se esté realizando, y no podrá ser cancelada. Las sucesivas tareas de la cola sí quese pueden cancelar antes de comenzar a realizarse. Cuando se termine cada tarea tendremos disponibles al número de hombres que mandamos contratar del tipo que dijimos y se pasará a cumplir el siguiente encargo de seguridad si hay recursos suficientes para ello. Es cuando se empieza a realizar un encargo de seguridad cuando se gastan los recursos que vale, y no podremos gastar más en seguridad hasta que no se termine dicho encargo.
Si un edificio que cuenta con Seguridad es atacado, se entablará un combate entre los atacantes enviados por el enemigo y las tropas del defensor, tanto las reclutadas como las que desempeñan labores de seguridad. Por tanto la Seguridad sólo participa en las batallas defensivas que tienen lugar en su propio edificio.
- Trabajador ilegal: guardará tu edificio por solo 500 armas y 500 municiones.
- Centinela: por 2.000 armas, 3.000 municiones y 100 dólares hará guardia en el edificio donde le contrates.
- Policía: vigila tu edificio por 5.000 armas, 7.500 municiones y 500 dólares.
- Guardaespaldas: te cubre las espaldas por 3.000 armas, 1.000 municiones y 4.000 dólares.
- Guardia de honor: se quedará defendiendo tu edificio por 15.000 armas, 40.000 municiones y 20.000 dólares.

### Entrenamiento
Entrenar consiste en gastar cierta cantidad de recursos para tener la posibilidad de contratar hombres más cualificados o mejorar una aptitud de nuestras tropas, como la capacidad de carga, la velocidad, la potencia de fuego, etc. Los recursos gastados en un entrenamiento pasan a aumentar nuestra puntuación de entrenamiento. A diferencia de los puntos de tropas, que se pierden si las tropas son destruidas, los puntos de entrenamiento nunca se pierden. El máximo de puntos de entrenamiento que se pueden conseguir en el juego son 148.135.
Cuanto mayor sea el nivel al que esté la habitación "Escuela de especialización" en el edificio donde estemos entrenando, más rápido se terminará el entrenamiento. No se pueden entrenar varias cosas a la vez, por lo que si se está realizando un entrenamiento en un edificio no se puede entrenar nada en los demás hasta cancelarlo terminarlo. Para entrenar hay que tener los recursos (armas, munición y dólares, ya que ningún entrenamiento cuesta alcohol) de cada tipo necesarios para el nivel que queremos entrenar disponibles en el edificio donde vayamos a entrenar.
- Planificación de rutas: sirve para que matones, porteros, acuchilladores, pistoleros, tropas de ocupación y porteadores vayan más rápido. Su nivel máximo es 176.
- Planificación de encargos: espías, agentes de la CIA, agentes del FBI, transportistas, expertos tácticos, francotiradores, asesinos, ninjas, expertos en demoliciones y mercenarios tardarán menos en llegar a su objetivo si entrenas planificación de encargos. Su nivel máximo es 122.
- Extorsión: mejora los valores de ataque y defensa de porteros y acuchilladores. Su nivel máximo es 136.
- Administración de base: sirve exclusivamente para aumentar la capacidad de carga de las tropas de ocupación. Así podrán llegar más lejos del edificio del edificio del que parten al poder cargar más dólares. Este entrenamiento no vale armas ni municiones, únicamente dólares. Como se puede mandar a un porteador o transportista junto con las tropas de ocupación y así llegar a cualquier barrio de cualquier ciudad sin necesidad de investigar este entrenamiento, algunos lo consideran inútil, pero suma puntos de entrenamiento como cualquier otro. Su nivel máximo es 63.
- Contrabando: aumenta la capacidad de carga de tus tropas. Su nivel máximo es 116.
- Espionaje: por cada nivel que la subas aumenta la probabilidad de que un espía consiga espiar si lo mandas a un edificio enemigo en misión "Atacar". También aumenta el radio de tus unidades cuando las mandas a explorar. Su nivel máximo es 255.
- Seguridad: mejora la puntuación defensiva de porteros, pistoleros, porteadores, asesinos y mercenarios y la ofensiva de francotiradores, asesinos y mercenarios. Su nivel máximo es 96.
- Protección de grupo: da una bonificación a la puntuación de defensa de pistoleros, porteadores, agentes de la CIA, agentes del FBI, transportistas y mercenarios, y una bonificación en la puntuación de ataque de agentes del FBI, asesinos y mercenarios. Su nivel máximo es 86.
- Combate cuerpo a cuerpo: cada nivel mejora la defensa de acuchilladores, expertos tácticos, ninjas y mercenarios y el ataque de porteadores, expertos tácticos, ninjas y mercenarios. Su nivel máximo es 82.
- Combate de armas a corta distancia: mejora la defensa y el ataque de ninjas y mercenarios y el ataque de acuchilladores y agentes de la CIA. Su nivel máximo es 82.
- Entrenamiento de tiro: cada nivel entrenado sirve para aumentar la defensa de agentes del FBI, expertos tácticos, francotiradores, asesinos y mercenarios y el ataque de pistoleros, agentes de la CIA, agentes del FBI, expertos tácticos, francotiradores, asesinos y mercenarios. Su nivel máximo es 45.
- Fabricación de explosivos: cada nivel mejora el ataque y la defensa de los expertos en demoliciones. Su nivel máximo es 36.
- Entrenamiento de guerrilla: da bonificación de ataque y defensa a agentes de la CIA, francotiradores, asesinos, ninjas y mercenarios. Su nivel máximo es 41.
- Entrenamiento psicológico: mejora tanto el ataque como la defensa de transportistas, expertos tácticos, francotiradores, asesinos, ninjas, expertos en demoliciones y mercenarios. Su nivel máximo es 35.
- Entrenamiento químico: cada nivel proporciona una bonificación de ataque y defensa de los expertos tácticos y expertos en demoliciones. Su nivel máximo es 45.
- Honor: es la tecnología más costosa. Entrenarla vale dólares exclusivamente. Sirve para paliar la pérdida de poder de ataque, coeficiente por el que se multiplica el poder total de nuestro ejército en una batalla. Este coeficiente comienza siendo del 100 % cuando tenemos un solo edificio, pero comienza a disminuir exponencialmente al ocupar nuevos edificios. El nivel máximo de honor es 8.

| Entrenamiento                      | Requisitos                                                   |
| Planificación de rutas             |                                                              |
| Planificación de encargos          | Planificación de rutas (4)                                   |
| Extorsión                          |                                                              |
| Administración de base             | Seguridad (5)                                                |
| Contrabando                        | Planificación de encargos (1)                                |
| Espionaje                          |                                                              |
| Seguridad                          |                                                              |
| Protección de grupo                | Seguridad (4)                                                |
| Combate cuerpo a cuerpo            | Extorsión (3)                                                |
| Combate de armas a corta distancia | Extorsión (5)                                                |
| Entrenamiento de tiro              | Combate de armas a corta distancia (4)                       |
| Construcción de explosivos         | Planificación de encargos (4) Combate cuerpo a cuerpo (4)    |
| Entrenamiento de guerrilla         | Entrenamiento de tiro (6) Seguridad (6)                      |
| Entrenamiento psicológico          | Entrenamiento de guerrilla (4)                               |
| Entrenamiento químico              | Construcción de explosivos (4) Entrenamiento psicológico (4) |
| Honor                              | Contrabando (8) Espionaje (8)                                |